# Shigeo Sugimoto
Shigeo Sugimoto, född 4 december 1926 i Hyōgo prefektur, Japan, död 2 april 2002, var en japansk fotbollsspelare.